# Jesuiten-Kommunität Aachen

Ordens-Logo

Die Jesuiten-Kommunität Aachen war die Niederlassung der Jesuiten in Aachen, die von 1601 bis 2012 mit einigen Unterbrechungen und an verschiedenen Standorten bestand. Der Orden hat das Leben in der Stadt in nachhaltiger Weise geprägt: die ehemalige Klosterkirche und heutige Kirche Erzengel Michael–St. Dimitrios war sein liturgisches Zentrum und aus der vom Orden gegründeten Jesuitenschule entwickelte sich das heutige Kaiser-Karls-Gymnasium.

## Geschichte

### Erste Kommunität

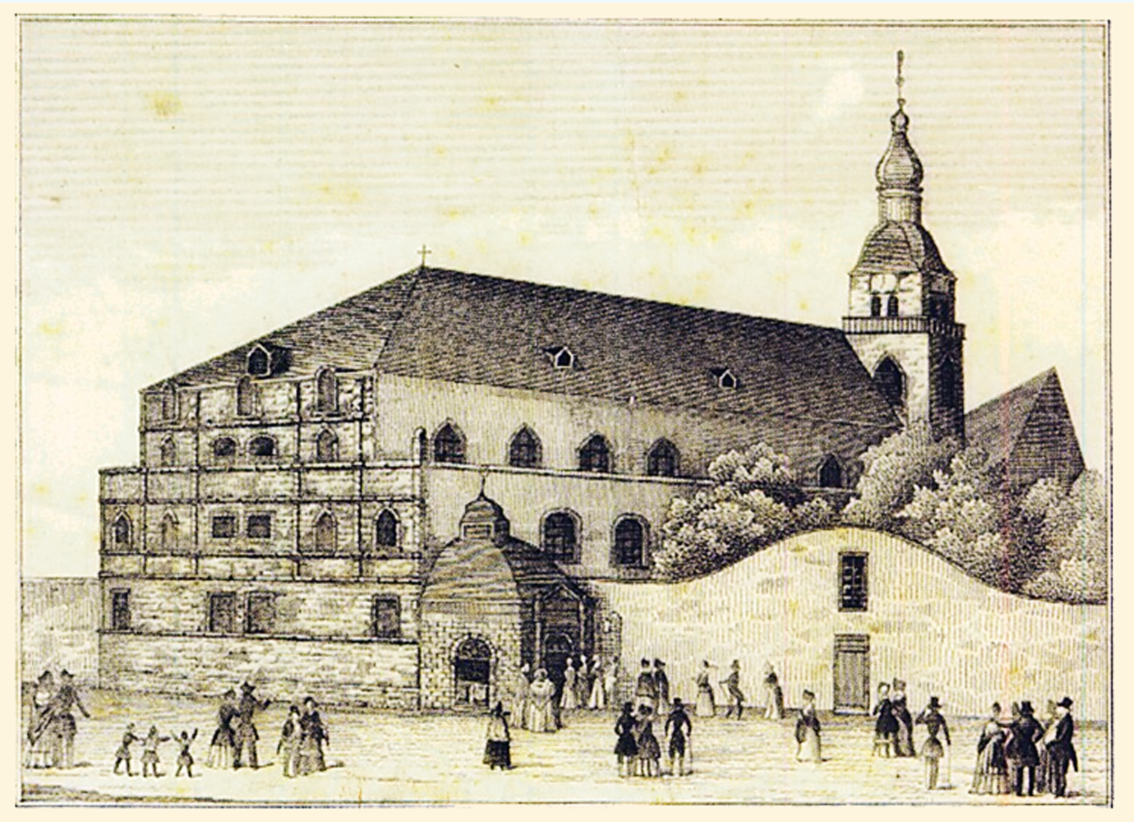
Klosterkirche St. Michael (18. Jhdt.)

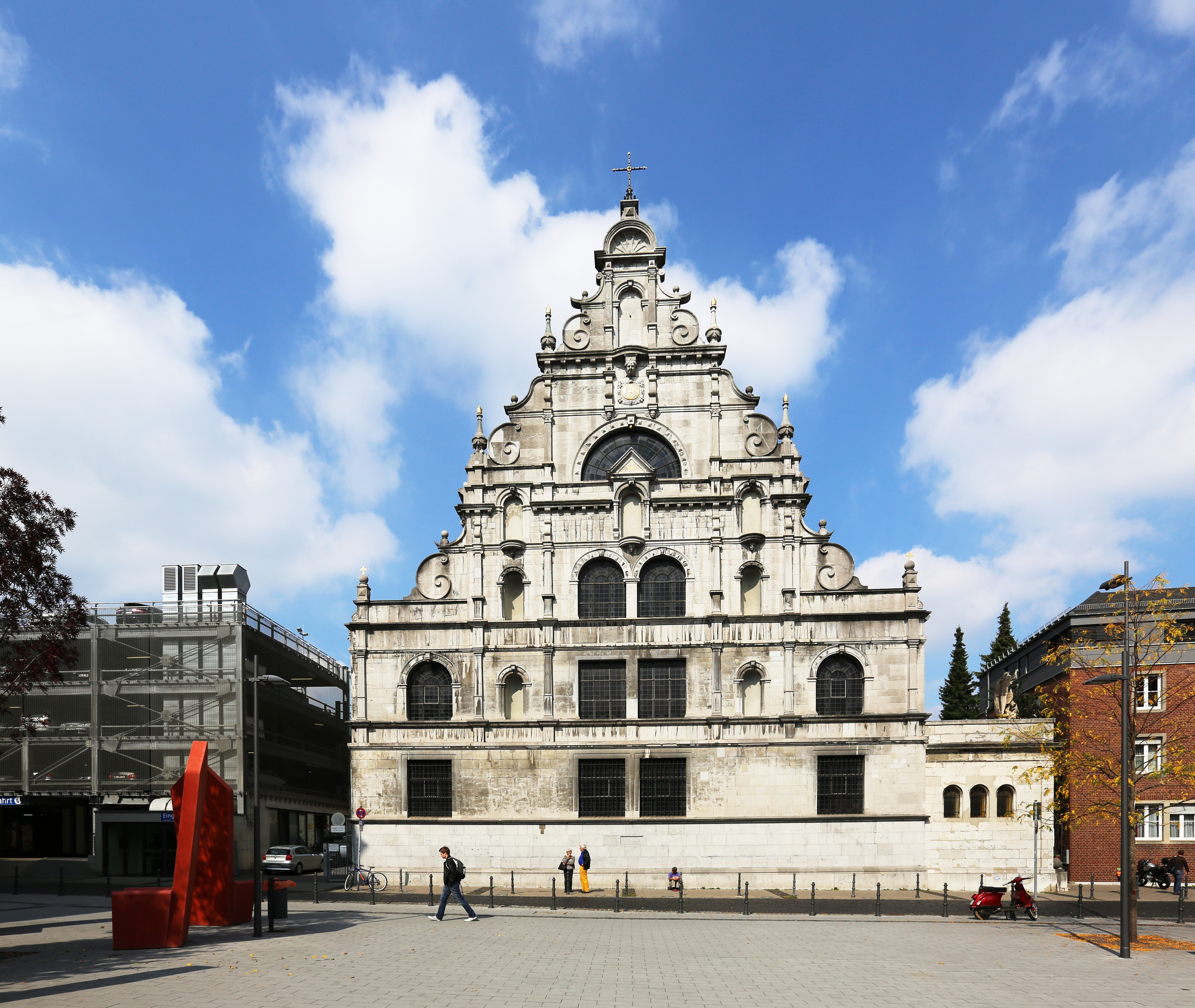
Klosterkirche St. Michael (2020)

Nachdem gegen Ende des 16. Jahrhunderts in der Hochphase der Aachener Religionsunruhen der Protestantismus in der Stadt immer mehr Einfluss gewonnen hatte und reformierte Bürger in das Stadtparlament eingezogen waren, trieb Kaiser Rudolf II. die Gegenreformation auch in Aachen voran und bestrafte maßgebliche politische und wirtschaftliche Funktionäre mit der Reichsacht. Unterstützt hat diese kaiserlichen Maßnahmen auf theologischer Seite der Jesuitenorden, der im Jahr 1600 auf Beschluss des Aachener Stadtrates für die Gründung einer örtlichen Niederlassung angeworben wurde, nachdem bereits zuvor zwei ihrer Ordensleute zwischen 1579 und 1581 kurzzeitig in der Stadt tätig gewesen waren.
In den 1590er-Jahren erhielten die Jesuiten von der Deutschordenskommende St. Aegidius das Angebot, deren übernommenes Tertiarierkloster der Aachener Webbegarden zu erwerben, was sie wegen der auf dem Kloster lastenden Schuldenlast jedoch ablehnten. Mit maßgeblicher Unterstützung durch den regierenden Bürgermeister der Reichsstadt Aachen, Wilhelm von Wylre, erhielten sie schließlich das Grundstück mit der von der Stadt beschlagnahmten Villa „Zum kleinen Bock“ des geächteten Bürgermeisters Bonifacius Colyn zwischen der heutigen Jesuiten- und Annastraße, damals Geng- und Scherpstraße genannt. Dort ließ der Orden zunächst ein Kloster mit einer angeschlossenen Jungenschule sowie einige Jahre später eine Klosterkirche erbauen. Bereits im September 1601 konnte diese Schule als „Gymnasium Marianum des Jesuitenordens“ vor allem für gebildete Kinder aus gehobenen Familien eröffnen, die aufgrund des großen Andrangs im Jahr 1615 um ein weiteres Kolleggebäude erweitert wurde. Zum ersten Rektor an der Schule wurde der Jesuit Matthäus Schrick (1567–1646) ernannt, ein Bruder des Bürgermeisters Albrecht Schrick.
Zugleich erhielt der Orden im Jahr 1607 die Genehmigung, im Erdgeschoss eines Privathauses in der Scherpstraße seine erste eigene Kapelle einzurichten, nachdem zuvor die Messen in der Karlskapelle des Aachener Doms gelesen werden mussten. Diese neue Kapelle weihte 1608 der Lütticher Weihbischof Andreas Stregnart dem Erzengel Michael. Nachdem der Jesuiten-Kommunität immer mehr Strafgelder von den per Reichsacht vertriebenen Protestanten zufielen, sah sie sich im Jahr 1617 in der Lage, eine neue Kirche zu planen und zu verwirklichen, deren Grundstein ein Jahr später Bürgermeister Albrecht Schrick verlegt und die 1628 der päpstliche Nuntius Pier Luigi Carafa eingeweiht hat.
Das Klostergebäude selbst war u-förmig um einen geräumigen Innenhof angelegt, in dem sich der mit einem Springbrunnen geschmückte Klostergarten befand. Der Westflügel des Klosters verlief in Richtung Scherpstraße, wo ein Mauerzug mit einem großen Einfahrtstor das Vorgelände abschloss. Während des großen Stadtbrands im Jahr 1656 wurden die Klostergebäude und die Klosterkirche stark in Mitleidenschaft gezogen, wobei allein das Schulgebäude relativ unbeschädigt blieb. Zunächst wurde die Klosterkirche restauriert und zwischen 1658 und 1668 mit einem Turmbau ergänzt sowie zwischen 1663 und 1693 die Klosteranlage wieder vollständig neu aufgebaut. Darüber hinaus wurde 1686 das Schulprogramm durch die Zulassung als „Außenstelle“ der Universität Trier zum Erwerb eines niederen Abschlusses im Fach Philosophie, der zuvor am Dominikanerkloster Aachen absolviert werden konnte, sowie ab 1717 um die Einführung eines Theologiestudiums erweitert. Damit sicherte der Orden die Priesterausbildung und schuf auch einen Kanal für sozialen Aufstieg. Die Niederlassung unterstand der Niederrheinischen Provinz der Jesuiten mit der Leitung in Köln.
Mit ihrer umfassenden Seelsorge und ihrer christlich-humanistischen Pädagogik hatten die Jesuiten in ihrer ersten längeren Epoche in Aachen maßgeblichen Anteil an den kirchlichen Reformen im 17. und 18. Jahrhundert sowie an der Wiederherstellung und Stabilisierung des katholischen Glaubens in der Reichsstadt Aachen.
Dennoch verfügte 1773 Papst Clemens XIV. die generelle Aufhebung des Jesuitenordens, woraufhin auch in Aachen die Jesuiten-Kommunität aufgelöst werden musste. Die Klostergebäude wurden geschlossen, die Stadt Aachen führte das Jesuitengymnasium als „Gymnasium Marianum der Freien Reichsstadt Aachen“ in den Räumen des ebenfalls säkularisierten Augustinerklosters Aachen weiter. Die leerstehende Kirche wurde von den einrückenden Franzosen ab 1794 zunächst als Getreidemagazin genutzt und ab 1804 als Pfarrkirche neu eröffnet. Heute erinnert die nach dem Orden benannte Jesuitenstraße an ihre erste Niederlassung in Aachen.

### Zweite Kommunität

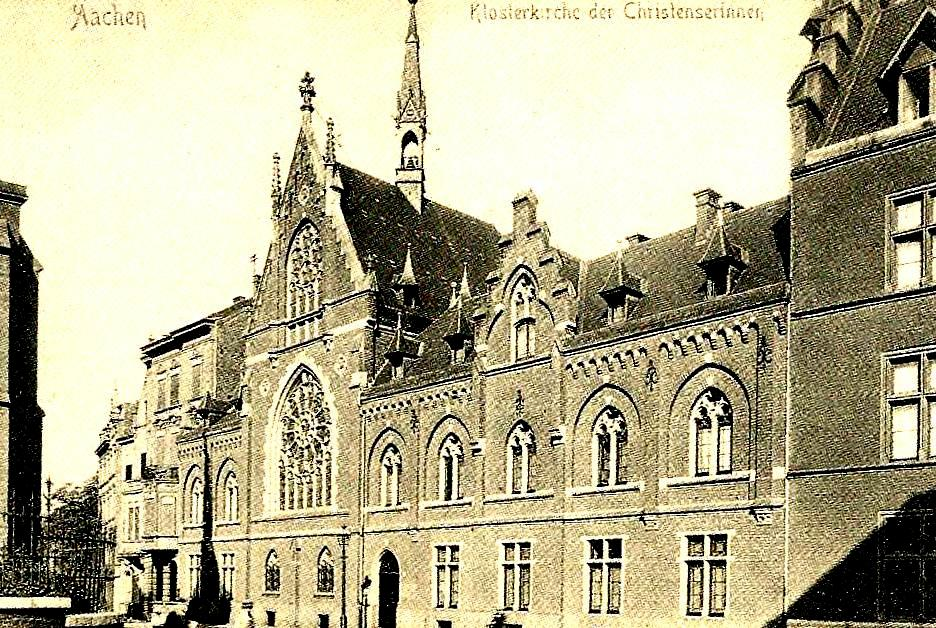
Jesuitenkloster Aureliusstraße

Nach der Neuzulassung des Jesuitenordens im Jahr 1814 dauerte es bis 1851, als auf Betreiben des Aachener Oberpfarrers Leonhard Aloys Joseph Nellessen die Jesuiten wieder nach Aachen zurückkommen konnten, um zum zweiten Mal eine Niederlassung einzurichten. Dazu schenkte ihnen als „Starthilfe“ Pfarrer Nellessen sowohl ein Haus aus seinem Besitz an der Straße Bergdriesch als auch einen erheblichen Teil seines beachtlichen Privatvermögens. Im Februar 1856 gründeten sie die „Aachener Kongregation“ als lokale Sektion der ebenfalls von den Jesuiten im Jahr 1563 in Rom gegründeten Marianischen Männerkongregation, deren Ziel es war, ein Leben vereint mit dem Glauben nach dem Vorbild und den Grundsätzen „Gott suchen und finden“ des Jesuitengründers Ignatius von Loyola anzustreben.
Nachdem 1863 die neue Marienkirche in der Aureliusstraße in der Nähe des Aachener Hauptbahnhofs fertiggestellt worden war, übernahmen die Jesuiten dort die Seelsorge. Um in diesem Bahnhofsviertel präsenter zu sein, ließ der Orden wenige hundert Meter entfernt ein neues Klostergebäude errichten. Nur wenige Jahre später wurde der Jesuiten-Kommunität durch das im Rahmen des Kulturkampfes erlassene Jesuitengesetz vom 4. Juli 1872 verboten, eine Niederlassung zu halten, so dass die Jesuiten erneut aus Aachen vertrieben wurden. Ihr erst vor wenigen Jahren bezogenes Kloster wurde bedeutungslos, bevor es 1899 der Orden der Christenserinnen vom Kapuzinergraben übernahm.

### Dritte Kommunität
Wenige Monate vor dem Ende des Ersten Weltkrieges wagten einige Jesuitenpatres Ende 1917 und mit der Aufhebung des Jesuitenverbots wieder die Rückkehr nach Aachen, wo sie sich zunächst mit der seelsorgerischen Betreuung der jungen studierenden Männer befassten. Im Jahr 1919 erwarben sie von der Tuchfabrikantenfamilie Erckens aus Burtscheid ein Haus in der dortigen Kurbrunnenstraße, in dem sie ihre dritte Kommunität einrichteten, die der Superior und spätere Kurienkardinal Augustin Bea SJ gegründet hatte und bis 1921 leitete. Bereits seit 1914 hatte er in Aachen die Mitbrüder betreut, die zum Militärdienst für das Deutsche Reich eingezogen worden waren.
In den folgenden Jahren lag der Schwerpunkt ihrer Arbeit in der lokalen Ausbreitung und Gestaltung des Bundes Neudeutschland, eines von den Jesuiten in Köln im Jahr 1919 gegründeten „Verband katholischer Schüler höherer Lehranstalten“, der ein neues, besseres und christlicheres Deutschland, das sich stark am mittelalterlichen Ordensrittertum orientieren sollte, umsetzen wollte. Zugleich verstärkte die Aachener Jesuiten-Niederlassung ihre Mitarbeit bei der „Aachener Kongregation“. Im Jahr 1928 war die Aachener Niederlassung Gastgeber der so genannten Aachener Konferenz, auf der sich der vehemente Kritiker der Freimaurerei, Pater Hermann Gruber vom Ignatius-Kolleg in Valkenburg aan de Geul, mit dem Freimaurer Kurt Reichl, dem Souveränen Großkommandeur des AASR Eugen Lennhoff und dem Großhistoriografen der Großloge von New York Ossian Lang zu einem inoffiziellen Gedankenaustausch traf.
Die dritte Kommunität der Jesuiten in Aachen war auch diesmal nicht von langer Dauer, da ihre Niederlassung 1941 während des Zweiten Weltkrieges von den Nationalsozialisten aufgelöst und ihr Haus 1941 beschlagnahmt wurde und in das Eigentum der Stadt Aachen überging. Wenige Monate vor Ende des Krieges brannte es durch Bombenangriffe völlig aus. Die Patres kamen in Privatquartieren unter und halfen während des Krieges und auch darüber hinaus in verschiedenen örtlichen Pfarren aus.

### Vierte Kommunität

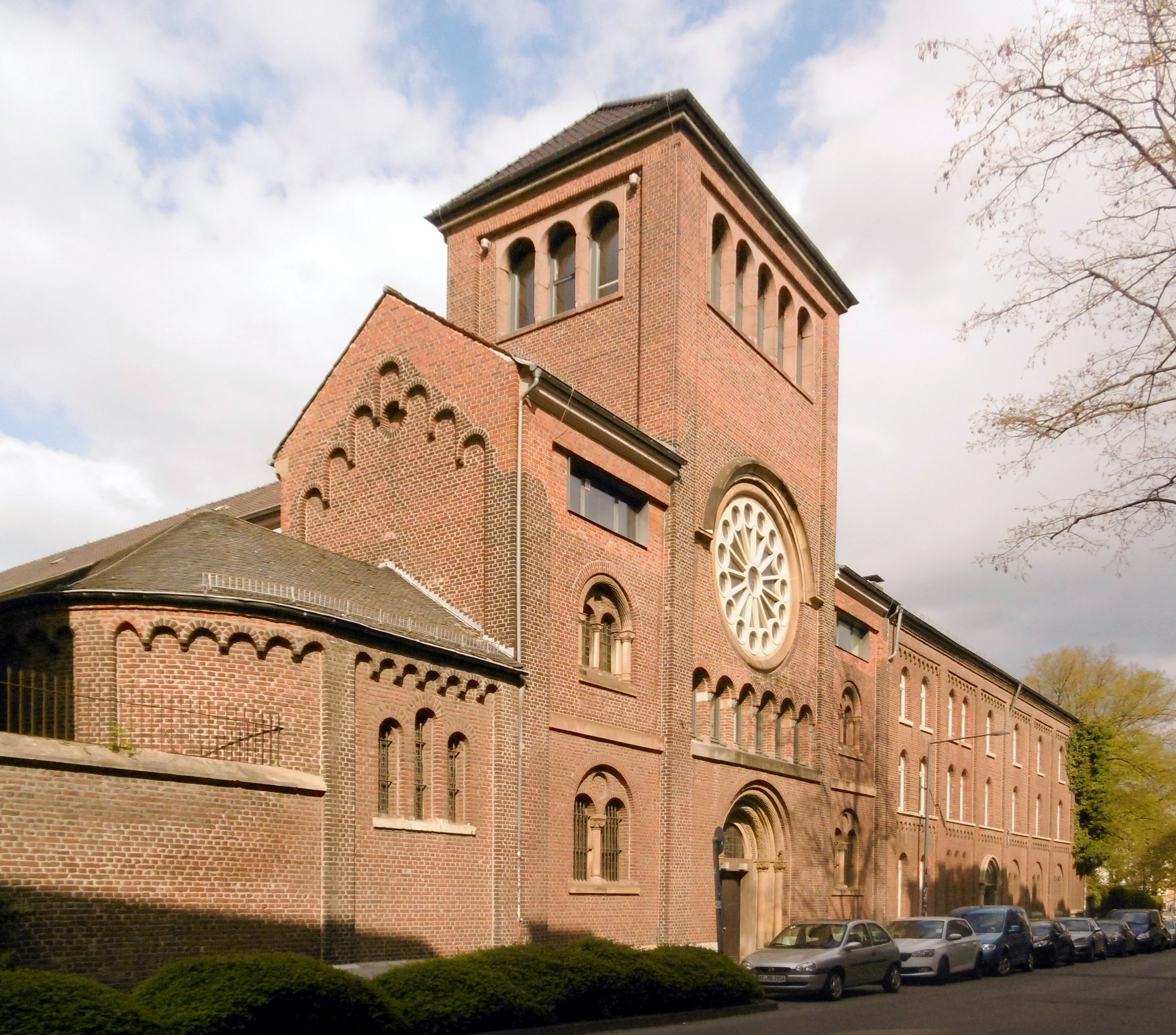
Jesuitenkloster Lothringer Straße

Erst 1962 fanden sich wieder genügend Patres zusammen, die bereit waren, erneut eine Kommunität zu gründen. Da es an Geld und genügend Mitgliedern mangelte, verzichteten sie auf die Einrichtung eines eigenen Klostergebäudes. Stattdessen wohnten und residierten sie als „Stadtnomaden“ unter wechselnden Adressen, zunächst bis 1972 in einem Haus in der Kleinmarschierstraße. Anschließend bezogen sie bis 1986 ein Haus in der Eupener Straße, bevor sie danach in das von den Redemptoristen aufgegebene und vom Bistum Aachen übernommene Redemptoristenkloster Aachen mit der angeschlossenen Kirche St. Alfons einziehen durften. Dort residierten sie bis 2005 und bezogen danach ein Haus in der Burtscheider Jägerstraße, wo sie ihre neue Niederlassungszentrale einrichteten. Nachdem die Mitgliederzahl der Aachener Kommunität auf vier Patres geschrumpft war, verfügte der Provinzial der Deutschen Provinz der Jesuiten, Pater Stefan Kiechle SJ, die endgültige Auflösung der Aachener Jesuiten-Kommunität zum Ende des Jahres 2012.
Während ihrer vierten Niederlassungszeit in Aachen engagierten sich die Jesuiten jetzt unter anderem in der Schulseelsorge und im Verband der Katholischen Studierenden Jugend sowie bis 2003 im Jugendwerk für internationale Zusammenarbeit mit Sitz im „Friedrich-Spee-Haus“ und betrieben in der Bleiberger Fabrik ein Werk- und Bildungszentrum für Jugendliche und Erwachsene. Darüber hinaus waren sie weiterhin in der Erwachsenenbildung tätig, vor allem in der örtlichen Gemeinschaft des Kolpingwerks aber auch in der Karlsschützengilde und leiteten das Männerwerk der Aachener Diözese. Seelsorgerische Arbeit leisteten sie während ihrer Zeit im vormaligen Redemptoristenkloster an der Kirche St. Alfons und anschließend bis zu ihrer Auflösung in der Pfarre St. Peter. Darüber hinaus waren sie bis zum Schluss in der Klinikseelsorge am Universitätsklinikum Aachen tätig.
Des Weiteren engagierten sich die Aachener Jesuiten am Bischöfliches Hilfswerk Misereor und am Missionswissenschaftlichen Institut des Internationalen Katholischen Missionswerk missio e.V. mit Sitz in Aachen, wo sie mit Ludwig Wiedenmann SJ von 1979 bis 1988 und mit Ludwig Bertsch SJ von 1989 bis 1996 zweimal den leitenden Direktor stellten und das ihre Missionsbibliothek beherbergt.
Die verstorbenen Jesuitenpatres fanden seit 1851 ihre letzte Ruhestätte in einem größeren Gräberfeld auf dem Aachener Ostfriedhof.